# Jordan Parra
Jordan Arley Parra Arias (* 19. April 1994 in Bogotá) ist ein kolumbianischer Radrennfahrer, der auf Bahn und Straße aktiv ist.

## Sportliche Laufbahn
2012 wurde Jordan Parra mit Fernando Gaviria Junioren-Weltmeister im Zweier-Mannschaftsfahren auf der Bahn. In den folgenden Jahren hatte er hauptsächlich Erfolge im Bahnradsport. So gewann er 2014 gemeinsam mit Juan Esteban Arango, Weimar Roldán und Eduardo Estrada Celis bei den Zentralamerika- und Karibikspielen die Mannschaftsverfolgung, 2015 wurde er in dieser Disziplin Panamerikameister, 2018 gewann er diesen Wettbewerb bei den Südamerikaspielen.
2018 verzeichnete Parra seinen ersten internationalen Sieg auf der Straße, als er eine Etappe der chinesischen Tour of Taihu Lake für sich entschied. 2021 wurde er zweifacher Panamerikameister auf der Bahn, in Ausscheidungsfahren und in der Mannschaftsverfolgung. Gemeinsam mit Juan Esteban Arango, Bryan Gómez Peñaloza und Alex Zapata gewann er den Lauf des Nations’ Cup 2021 in Cali in der Mannschaftsverfolgung.

## Erfolge

### Bahn
2012
- Junioren-Weltmeister – Zweier-Mannschaftsfahren (mit Fernando Gaviria)
- Junioren-Weltmeisterschaft – Scratch

2013
- Panamerikameisterschaft – Mannschaftsverfolgung (mit Jhonatan Restrepo, Juan Sebastián Molano und Fernando Gaviria)

2014
- Panamerikameisterschaft – Zweier-Mannschaftsfahren (mit Jhonatan Restrepo)
- Sieger bei den Zentralamerika- und Karibikspielen – Mannschaftsverfolgung (mit Juan Esteban Arango, Weimar Roldán und Eduardo Estrada Celis)
- Sieger bei den Zentralamerika- und Karibikspielen – Scratch

2015
- Panamerikameister – Mannschaftsverfolgung (mit Juan Esteban Arango, Arles Castro und Jhonatan Restrepo)
- Panamerikameisterschaft – 1000-Meter-Zeitfahren

2016
- Panamerikameisterschaft – Zweier-Mannschaftsfahren (mit Eduardo Estrada Celis)

2017
- Panamerikameisterschaft – Zweier-Mannschaftsfahren (mit Edwin Ávila)
- Kolumbianischer Meister – Scratch

2018
- Sieger bei den Südamerikaspielen – Mannschaftsverfolgung (mit Juan Esteban Arango und Brayan Sánchez)

2019
- Panamerikaspiele – Mannschaftsverfolgung (mit Bryan Gómez Peñaloza, Brayan Sánchez, Juan Esteban Arango und Marvin Angarita)

2021
- Panamerikameister – Ausscheidungsfahren, Mannschaftsverfolgung (mit Julian Alberto Osorio, Brayan Sánchez und Juan Esteban Arango)
- Nations’ Cup in Cali – Mannschaftsverfolgung (mit Juan Esteban Arango, Bryan Gómez Peñaloza und Alex Zapata)

2022
- Juegos Bolivarianos – Mannschaftsverfolgung (mit Juan Pablo Zapata, Juan Esteban Arango und Julian Osorio Henao)
- Panamerikameisterschaft – Ausscheidungsfahren, Zweier-Mannschaftsfahren (mit Juan Esteban Arango), Mannschaftsverfolgung (mit Julian Osorio, Juan Esteban Arango, Brayan Sánchez und Alex Juan Pablo Zapata)
- Panamerikameisterschaft – Punktefahren

2025
- Panamerikameisterschaft – Mannschaftsverfolgung (mit Brayan Sánchez, Nelson Soto, Anderson Arboleda und Juan Esteban Arango)

### Straße
2018
- eine Etappe Tour of Taihu Lake